# Сибирит
Сибирит или сиберит — избыточный минералогический термин, который возник благодаря французскому учёному Р. Ж. Гаюи в конце XVIII века как название вишнёво-красного турмалина ювелирного качества из уральских месторождений. Такая трактовка названия теперь рассматривается как устаревшая, но тогда Урал считался частью Сибири. В настоящее время этот термин считается синонимом рубеллита.
Месторождение этого минерала располагается около деревни Сарапулька на Среднем Урале.